# Син Конга (фільм, 1933)
«Син Конга» (англ. The Son Of Kong) — американський кінофільм. Продовження фільму «Кінг-Конг» 1933 року.

## Сюжет
Історія починається приблизно через місяць після драматичного фіналу попереднього фільму і розоповідає про подальші пригоди режисера Карла Денхама (знову зіграного Робертом Армстронгом), який залучений в численні судові процеси після руйнувань, викликаних Конгом. Денхем з Капітаном Енглхорном, який упевнений, що це — тільки питання часу, перш ніж вони розбагатіють, залишають Нью-Йорк. Вони займаються не дуже успішним бізнесом — перевозять вантаж на схід. У голландському порту Da Kang, вони стикаються з колишнім шкіпером, який продав Денхаму карту Острова Черепа («Nils Helstrom»), який говорить їм, що на острові є скарб. Засліплені думкою про багатство, вони вірять йому. Фактично, він їм бреше, для того щоб вони взяли його з собою, тому що він тільки, що вбив людину і йому потрібно змитися. Денхем заходить в цирк, в нього закохується актриса Хільда. Вона проникає на корабель. Її знаходять. Денхем дозволяє їй продовжити плавання з ними. Несподівано матрос Хамстед розпалює на шхуні бунт. Денхема, Хільду, капітана і кока-китайця Чарлі висаджують на острові Конга. Там американці зустрічають сина Конга — Кіко (ім'я використовувалося у виробництві, але ніколи не вимовлялося у фільмі). Син Конга значно менший, ніж його відомий батько, але все ще вдвічі перевершує розмір людини. Бунтівники викидають Хамстеда за борт. Його з'їдає динозавр. В цей час Кіко врятував дослідників від гігантського ведмедя і м'ясоїдної рептилії. Денхем відшукує схованку з скарбами і знаходить алмаз розміром з кокосовий горіх. Несподівано починається землетрус. В одну з величезних тріщин падає Кіко. Денхам і Хільда рятують алмаз і себе.

## У ролях
- Роберт Армстронг — Карл Денхам
- Хелен Мак — Хільда

## Цікаві факти
- Фільм був вироблений і випущений в 1933 році, відразу після успіху «Кінг Конга», але мав уже значно менший успіх.
- Автор сценарію Рут Роуз навмисно не стала робити спроби написати серйозний сценарій, який все одно б не зміг перевершити першого фільму. Вона заявила: «Якщо ви не можете робити його великим, робіть його більш кумедним».
- За рух ляльок Конга і динозаврів, так само як і в першому фільмі, відповідає Вілліс О'браєн.
- Акторові Роберту Армстронгу сподобався більше другий фільм, — він пояснював це тим, що продовження більше розвинуло характер його героя Карла Денхама.
- Спочатку в сценарії були сцени, що показують панічну втечу динозаврів під час сильного землетрусу, який руйнує Острів Черепа в кінці фільму. Для цього збиралися використовувати моделі, які раніше вже були задіяні в Кінг Конгу. Однак ця сцена ніколи не знімалася через брак бюджету і жорсткий графік зйомок.
- Під час випуску фільму не було відомо жодної горили-альбіноса; першою зареєстрованою горилою альбіносом був Копито де Ніев, впійманий у Екваторіальній Гвінеї у 1966 році.